# Família

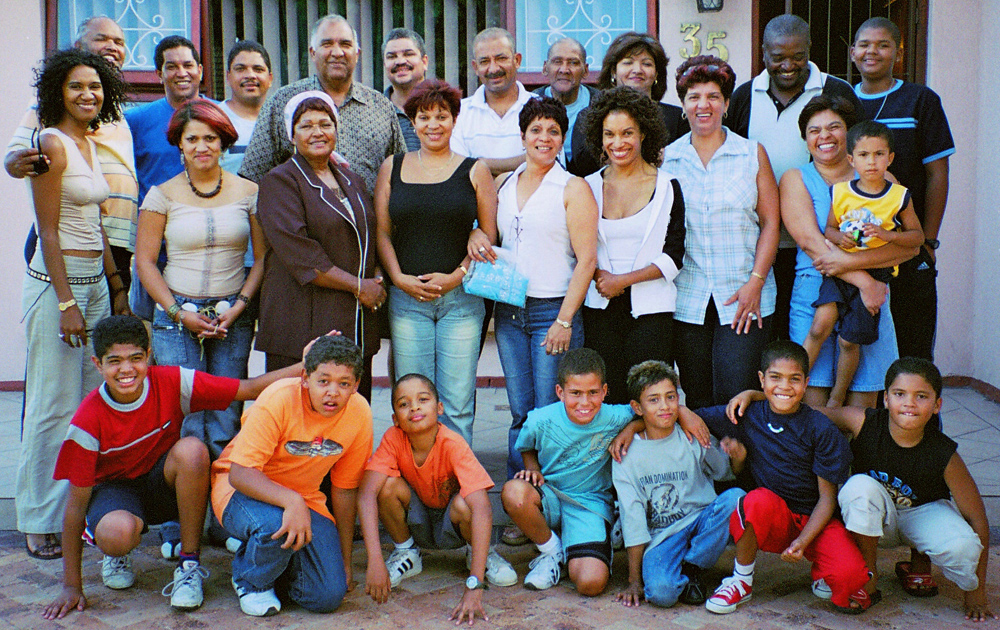
Os seres humanos muitas vezes vivem em família criando complexas estruturas sociais e abrigos artificiais.

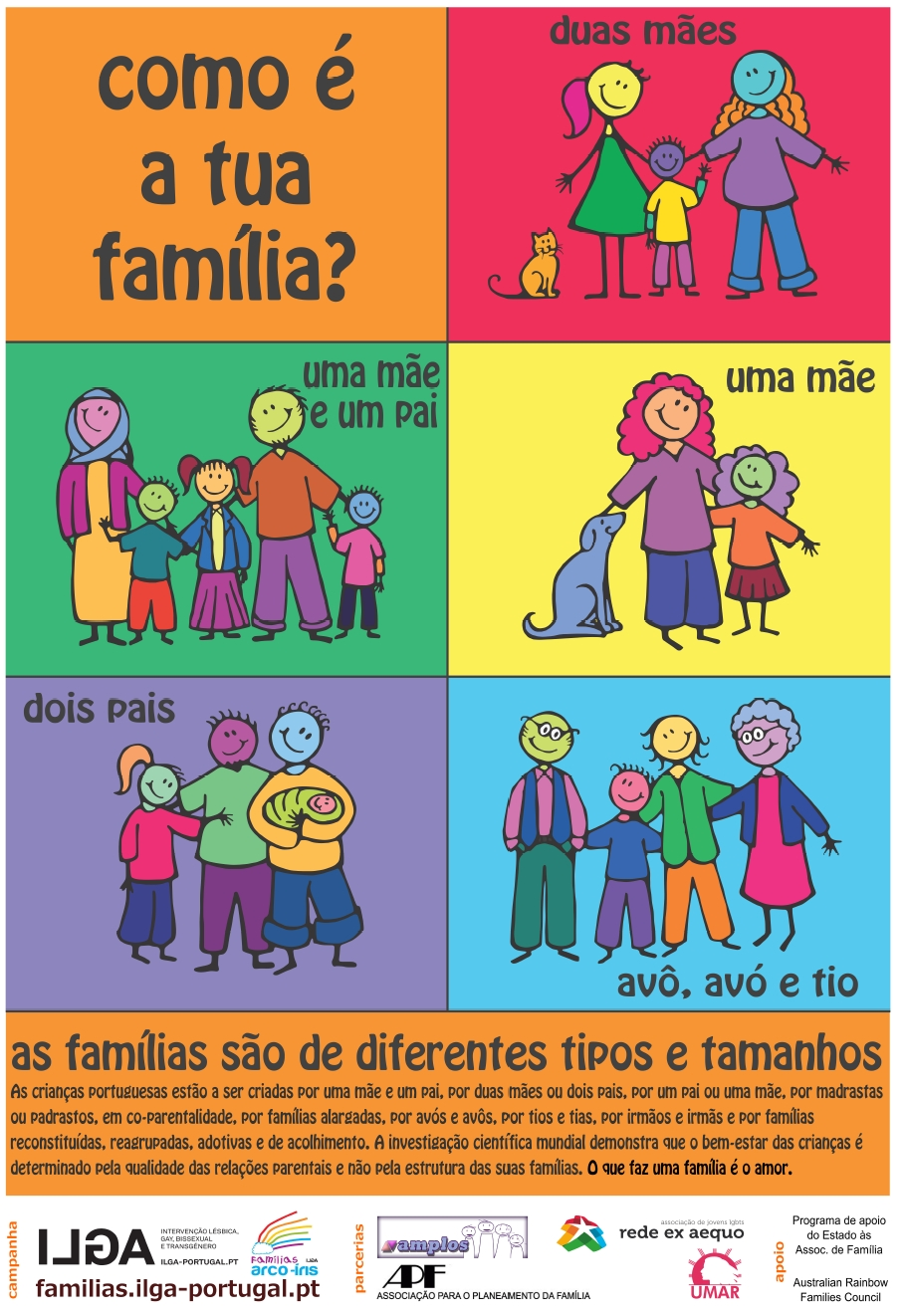
Poster de sensibilização, da Associação ILGA Portugal, para a diversidade estrutural das famílias portuguesas.

A família (do latim: familia) é um agrupamento humano formado por duas ou mais pessoas com ligações biológicas, ancestrais, legais ou afetivas que, geralmente, vivem ou viveram na mesma casa. Pode ser formada por pessoas solteiras, casais heterossexuais, casais homossexuais, entre outras constituições presentes em diferentes contextos sociais. Constitui uma das unidades básicas da sociedade.
A família representa um grupo social primário que influencia e é influenciado por outras pessoas e instituições. É formado por pessoas, ou um número de grupos domésticos ligados por descendência (demonstrada ou estipulada) a partir de um ancestral comum, matrimónio ou adoção. Nesse sentido o termo confunde-se com clã. Dentro de uma família, existe, sempre, algum grau de parentesco. Membros de uma família, geralmente pai, mãe e filhos e seus descendentes, costumam compartilhar do mesmo sobrenome, herdado dos ascendentes diretos. A família é unida por múltiplos laços capazes de manter os membros moralmente, materialmente e reciprocamente durante uma vida e durante as gerações.
Família substituta é aquela nascida dos institutos jurídicos da guarda, tutela e adoção. É uma situação excepcional, podendo ser a adoção, que é definitiva ou guarda e tutela que são transitórias.
No interior da família, os indivíduos podem constituir subsistemas, formados pela geração, gênero, interesse e função, havendo diferentes níveis de poder, e onde os comportamentos de um membro afetam e influenciam os outros membros. A família como unidade social, enfrenta uma série de tarefas de desenvolvimento, diferindo a nível dos parâmetros culturais, mas possuindo as mesmas raízes universais.

## Conceito histórico
O termo "família" é derivado do latim famulus, que significa "escravo doméstico". Este termo foi criado na Roma Antiga para designar um novo grupo social que surgiu entre as tribos latinas, ao serem introduzidas à agricultura e à escravidão legalizada.
No direito romano clássico, a "família natural" cresce de importância — esta família é baseada no casamento e no vínculo de sangue. A família natural é o agrupamento constituído apenas dos cônjuges e de seus filhos. A família natural tem, por base, o casamento e as relações jurídicas dele resultantes, entre os cônjuges, e pais e filhos.

Se, nesta época, predominava uma estrutura familiar patriarcal em que um vasto leque de pessoas se encontrava sob a autoridade do mesmo chefe, nos tempos medievais, as pessoas começaram a estar ligadas por vínculos matrimoniais, formando novas famílias. Dessas novas famílias, fazia, também, parte, a descendência gerada, que, assim, tinha duas famílias: a paterna e a materna. Daí surgiram o conceito de famílias reais, a relação estendida dos membros de um soberano, geralmente de um Estado monárquico.

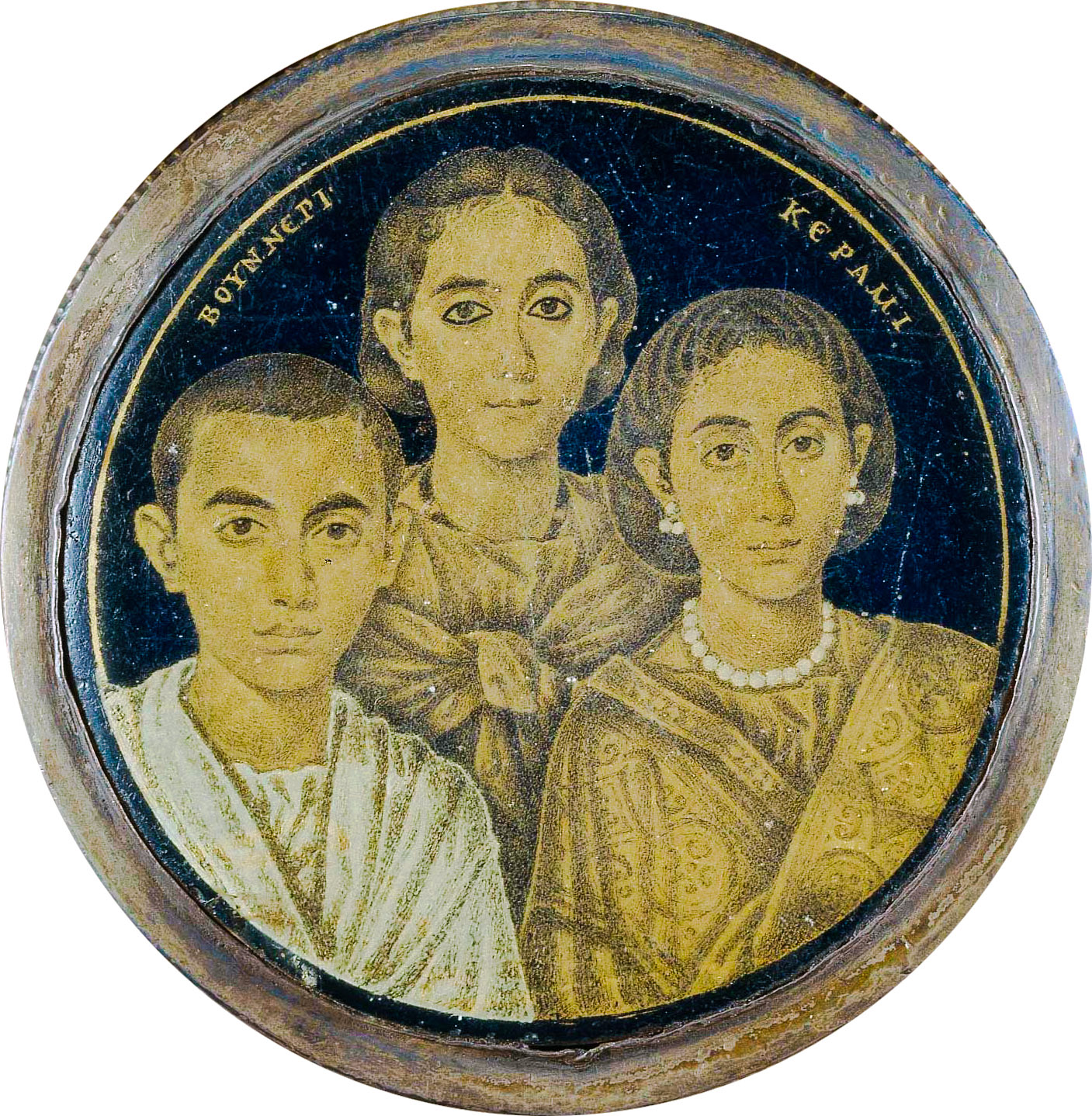
Uma família de Alexandria, no Egito Romano, no século III ou IV.

Com a Revolução Francesa, surgiram os casamentos laicos no Ocidente e, com a Revolução Industrial, tornaram-se frequentes os movimentos migratórios para cidades maiores, construídas em redor dos complexos industriais.
Estas mudanças demográficas originaram o estreitamento dos laços familiares e as pequenas famílias, num cenário similar ao que existe hoje em dia. As mulheres saem de casa, integrando a população activa, e a educação dos filhos é partilhada com as escolas. Os idosos deixam também de poder contar com o apoio directo dos familiares nos moldes pré-Revoluções Francesa e Industrial, sendo entregues aos cuidados de instituições de assistência. Na altura, a família era definida como um "agregado doméstico (...) composto por pessoas unidas por vínculos de aliança, consanguinidade ou outros laços sociais, podendo ser restrita ou alargada". Nesta definição, nota-se a ambiguidade motivada pela transição entre o período anterior às revoluções, representada pelas referências à família alargada, com a tendência reducionista que começava a instalar-se reflectida pelos vínculos de aliança matrimonial.
Na cultura ocidental, uma família é definida especificamente como um grupo de pessoas de mesmo sangue, ou unidas legalmente (como no casamento e na adoção). Muitos etnólogos argumentam que a noção de "sangue" como elemento de unificação familiar deve ser entendida metaforicamente; dizem que em muitas sociedades e culturas não-ocidentais a família é definida por outros conceitos que não "sangue". A família poderia assim se constituir de uma instituição normalizada por uma série de regulamentos de afiliação e aliança, aceites pelos membros. Alguns destes regulamentos envolvem: a exogamia, a endogamia, o incesto, a monogamia, a poligamia, e a poliandria.
A família vem-se transformando através dos tempos, acompanhando as mudanças religiosas, económicas e socioculturais do contexto em que se encontram inseridas. Esta é um espaço sociocultural que pode ser continuamente renovado e reconstruído; o conceito de próximo encontra-se realizado mais que em outro espaço social qualquer, e pode ser visto como um espaço político de natureza criativa e inspiradora sendo vital para qualquer circunstância a transmissão de valores socialmente aceitos.
Assim, a família deverá ser encarada como um todo que integra contextos mais vastos como a comunidade em que se insere. De encontro a esta afirmação, Janosik e Green, referem que a família é um "sistema de membros interdependentes que possuem dois atributos: comunidade dentro da família e interacção com outros membros".
Friedrich Engels, em seu livro A Origem da Família, da Propriedade Privada e do Estado, faz uma ligação da família com a produção material, utilizando-se do materialismo histórico dialético e relacionando a monogamia como "propriedade privada da mulher".
Através de uma análise de DNA, pesquisadores coordenados por Wolfgang Haak, da Universidade de Adelaide, na Austrália, identificaram quatro corpos como sendo uma mãe, um pai e seus dois filhos, de 8 ou 9 anos e 4 ou 5 anos. Com uma idade de 4 600 anos, a descoberta consiste no mais antigo registro genético molecular já identificado de uma família no mundo.

## Teorias
É comum atribuir-se o início dos estudos sobre a história da família a Charles Darwin. Na teoria da evolução, Darwin aborda a teoria da evolução dos sistemas familiares. O antropólogo americano Lewis H. Morgan publicou, em 1877, seu livro Ancient Society em 1877, que tinha como pano de fundo a teoria dos três estágios do progresso humano, que começava com a selvageria, passando pela barbárie e chegando até a civilização.

O livro de Morgan foi a "inspiração para o livro de Friedrich Engels A origem da família, da propriedade privada e do Estado publicado em 1884. Engels expandiu a hipótese de Morgan de que fatores econômicos causaram a transformação da comunidade humana primitiva em uma sociedade dividida em classes.

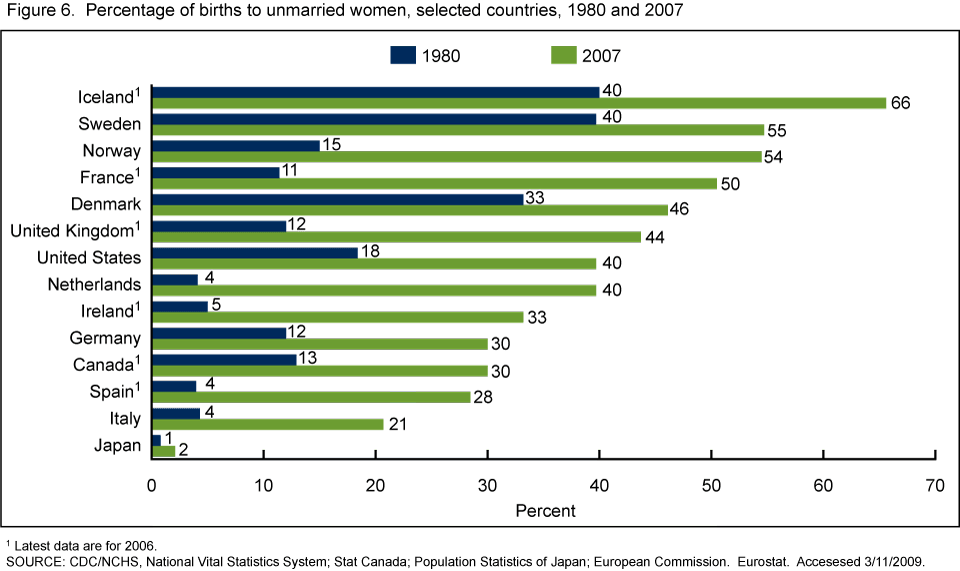
Porcentagem de nascimentos de filhos de mulheres solteiras em países selecionados, 1980 e 2007

### A família nuclear na sociedade industrial
A sociedade contemporânea geralmente vê a família como um refúgio do mundo, fornecendo satisfação absoluta. Maxine Zinn e Stanley Eitzen discutem a imagem da "família como refúgio", "um lugar de intimidade, amor e confiança onde os indivíduos podem escapar da competição de forças desumanizantes na sociedade moderna".
Durante a industrialização, a família foi vista como espaço de amor e ternura, personificada pela mãe, em oposição "ao mundo competitivo e agressivo do comércio"', personificado pelo pai. A tarefa da família era vista como de proteção contra o mundo exterior. No entanto, Maxine Zinn e Stanley Eitzen observam que "a imagem protetora da família diminuiu" no final do século XX "à medida que os ideais de realização familiar foram tomando forma" tornando ela mais "compensadora do que protetora. Ela fornece a vitalidade necessária, mas que falta em outros arranjos sociais".
Zinn e Eitzen argumentam que a "sabedoria popular" tende a ver as estruturas familiares do passado como superiores, com famílias mais estáveis e felizes em uma época em que não precisavam enfrentar problemas como filhos ilegítimos e divórcio. Contudo, eles argumentam que "não existe uma época de ouro da família", onde essas e outras questões apontadas como características dos tempos modernos não existissem.
Outros pesquisadores argumentam que ver ou não a instituição família como "em declínio" depende da definição de "família" adotada. É certo que a família enquanto duas pessoas casadas "caíram para menos da metade de todas as famílias americanas". Por outro lado, apenas um quinto das famílias são compostas por casais que vivem juntos. No mundo ocidental, os casamentos não são mais arranjados para benefício econômico, social ou político, assim como não se espera mais que os filhos contribuam para a renda familiar. Em vez disso, as pessoas escolhem parceiros com base no amor . Esse aumento do papel do amor indica uma mudança na sociedade em direção a favorecer a realização emocional e os relacionamentos dentro da família, levando ao enfraquecimento da instituição da família.

### A família-pós-moderna
Muitos países, em particular os ocidentais, alteraram suas leis relacionadas ao direito de família para acomodar diversos modelos de família. Por exemplo, na Escócia, o Family Law (Scotland) Act 2006 concede aos coabitantes alguns direitos mesmo que limitados. Em 2010, a Irlanda promulgou a Civil Partnership and Certain Rights and Obligations of Cohabitants Act 2010. Também houve movimentos a nível internacional mais amplos, mais notavelmente, a Convenção Europeia do Conselho da Europa sobre o Estatuto Jurídico das Crianças Nascidas do Casamento que entrou em vigor em 1978. Os países que a ratificam devem garantir que as crianças nascidas fora do casamento tenham os direitos legais estipulados no texto desta convenção. A convenção foi ratificada pelo Reino Unido em 1981 e pela Irlanda em 1988.
Nos Estados Unidos, uma em cada cinco mães tem filhos de pais diferentes. Entre as mães com dois ou mais filhos, 28% delas tem filhos com pelo menos dois homens diferentes. Essas famílias são mais comuns entre negros e hispânicos e entre as classes socioeconômicas mais baixas.

## Função social

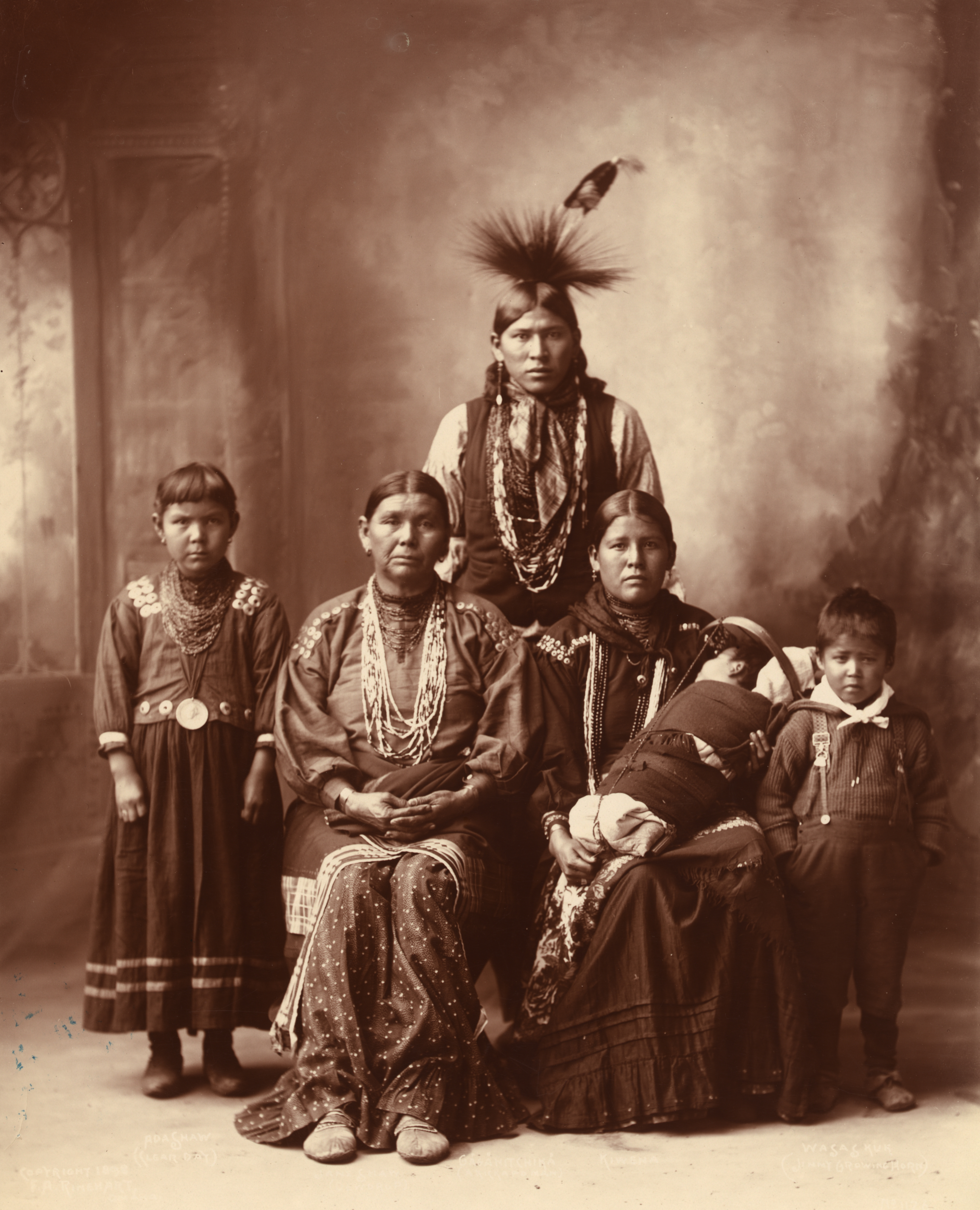
Família Sauk fotografada por Frank Rinehart em 1899

Uma das principais funções da família é fornecer estrutura para a produção e reprodução de pessoas de um ponto de vista biológico e social. Isso pode ocorrer por meio do compartilhamento de elementos materiais; do ato de dar e receber cuidados e nutrição adequados; dos direitos e obrigações jurídicas; e dos laços morais e sentimentais. Assim, a experiência de uma família muda com o tempo. Do ponto de vista dos filhos, a família é uma "família de orientação", ou seja, ela serve para localizar socialmente os filhos e desempenha um papel importante na sua enculturação e socialização. Do ponto de vista dos pais, a família é uma "família de procriação", cujo objetivo é produzir, enculturar e socializar os filhos. No entanto, produzir filhos não é a única função da família. Em sociedades com divisão sexual do trabalho, o casamento e o relacionamento resultante entre duas pessoas é necessário para a formação de uma família economicamente produtiva.
Christopher Harris observa que a concepção ocidental de família é ambígua e facilmente confundida com o lar, conforme revela os diferentes contextos em que a palavra é usada. Olivia Harris afirma que essa confusão não é acidental, mas indicativa da ideologia familiar dos países capitalistas ocidentais que aprovam uma legislação social que insiste que os membros de uma família nuclear devem viver juntos e que aqueles que não são parentes não devem viver juntos. Apesar das pressões ideológicas e legais, uma grande porcentagem de famílias não se encaixa nesse tipo de família.
Como os papéis, as funções estão igualmente implícitas nas famílias, como já foi referido. As famílias como agregações sociais, ao longo dos tempos, assumem ou renunciam funções de proteção e socialização dos seus membros, como resposta às necessidades da sociedade pertencente. Nesta perspectiva, as funções da família regem-se por dois objetivos, sendo um de nível interno, como a proteção psicossocial dos membros, e o outro de nível externo, como a acomodação a uma cultura e sua transmissão. A família deve então, responder às mudanças externas e internas de modo a atender às novas circunstâncias sem, no entanto, perder a continuidade, proporcionando sempre um esquema de referência para os seus membros. Existe, consequentemente, uma dupla responsabilidade, isto é, a de dar resposta às necessidades quer dos seus membros, quer da sociedade.

DUVALL e MILLER identificaram, como funções familiares, as seguintes: "geradora de afecto", entre os membros da família; "proporcionadora de segurança e aceitação pessoal", promovendo um desenvolvimento pessoal natural; "proporcionadora de satisfação e sentimento de utilidade", através das actividades que satisfazem os membros da família; "asseguradora da continuidade das relações", proporcionando relações duradouras entre os familiares; "proporcionadora de estabilidade e socialização", assegurando a continuidade da cultura da sociedade correspondente; "impositora da autoridade e do sentimento do que é correcto", relacionado com a aprendizagem das regras e normas, direitos e obrigações características das sociedades humanas. Para além destas funções, Márcia Stanhope acrescenta, ainda, uma função relativa à saúde, na medida em que a família protege a saúde dos seus membros, dando apoio e resposta às necessidades básicas em situações de doença. "A família, como uma unidade, desenvolve um sistema de valores, crenças e atitudes face à saúde e doença que são expressas e demonstradas através dos comportamentos de saúde-doença dos seus membros (estado de saúde da família)".

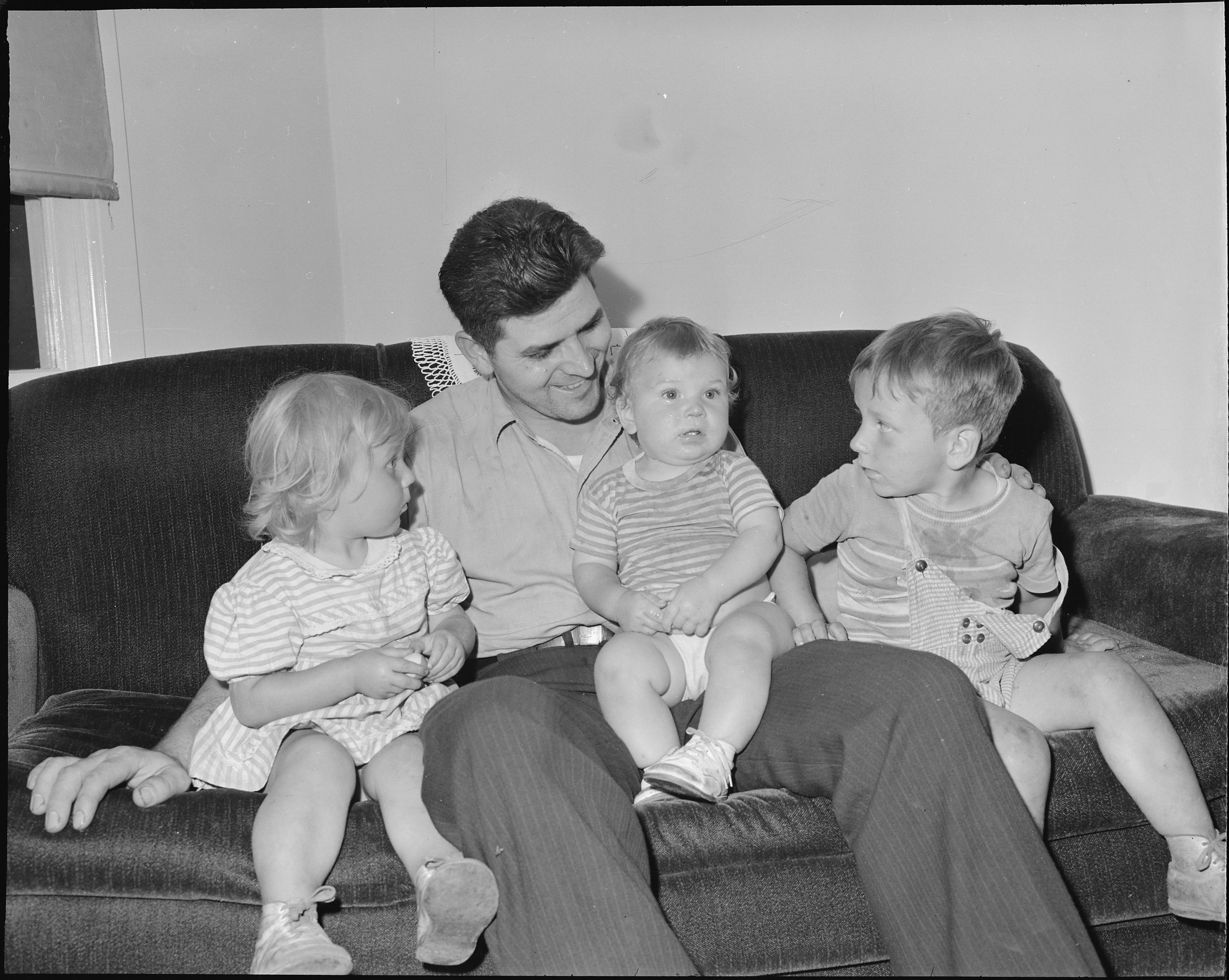
Um pai com seus filhos nos Estados Unidos na década de 1940

### Afetividade
Para José Serra, a família tem, como função primordial, a de protecção, tendo, sobretudo, potencialidades para dar apoio emocional para a resolução de problemas e conflitos, podendo formar uma barreira defensiva contra agressões externas. FALLON [et al.] (cit. por Idem) reforça ainda que, a família ajuda a manter a saúde física e mental do indivíduo, por constituir o maior recurso natural para lidar com situações potenciadoras de estresse associadas à vida na comunidade.
Relativamente à criança, a necessidade mais básica da mesma, remete-se para a figura materna, que a alimenta, protege e ensina, assim como cria um apego individual seguro, contribuindo para um bom desenvolvimento da família e consequentemente para um bom desenvolvimento da criança. A família é, então, para a criança, um grupo significativo de pessoas, de apoio, como os pais, os pais adoptivos, os tutores, os irmãos, entre outros. Assim, a criança assume um lugar relevante na unidade familiar, onde se sente segura. A nível do processo de socialização a família assume, igualmente, um papel muito importante, já que é ela que modela e programa o comportamento e o sentido de identidade da criança. Ao crescerem juntas, família e criança, promovem a acomodação da família às necessidades da criança, delimitando áreas de autonomia, que a criança experiência como separação.
A família tem também, um papel essencial para com a criança, que é o da afectividade, tal como já foi referido. Para MCHAFFIE (cit. por PINHEIRO, 1999), a sua importância é primordial pois considera o alimento afectivo tão imprescindível, como os nutrientes orgânicos. "Sem o afecto de um adulto, o ser humano enquanto criança não desenvolve a sua capacidade de confiar e de se relacionar com o outro" (Idem; p. 30).
Deste modo, "a família constitui o primeiro, o mais fundante e o mais importante grupo social de toda a pessoa, bem como o seu quadro de referência, estabelecido através das relações e identificações que a criança criou durante o desenvolvimento", tornando-a na matriz da identidade.

### Tamanho
A taxa de fecundidade das mulheres varia de país para país. Segundo dados de 2015, essa curva vai de um máximo de 6,76 filhos nascidos por mulher no Níger a um mínimo de 0,81 em Singapura. A fertilidade é baixa na maioria dos países do Leste Europeu e do Europa meridional e alta na maioria dos países da África subsaariana.
Em algumas culturas, a preferência da mãe quanto ao tamanho da família influencia na decisão de seus filhos em relação à sua própria família no início da idade adulta. O número de filhos tidos pelos pais está fortemente correlacionado ao número de filhos que seus filhos terão.

## Estruturas familiares

Os arranjos familiares nos Estados Unidos tornaram-se mais diversificados, sem nenhum arranjo familiar específico representando metade da população dos Estados Unidos.

Embora antropólogos e sociólogos culturais ocidentais, embasados em ideias comuns de próprias culturas, tenham considerado a família e o parentesco universalmente associados às relações por "sangue", pesquisas posteriores mostraram que muitas sociedades, em vez disso, entendem a família por meio da ideia de viver junto, compartilhar alimentos, cuidados e nutrição. De acordo com o trabalho dos estudiosos Max Weber, Alan Macfarlane, Steven Ozment, Jack Goody e Peter Laslett, a enorme transformação que levou ao casamento moderno nas democracias ocidentais foi "alimentada pelo sistema de valores religiosos-culturais fornecido por elementos do judaísmo, do cristianismo primitivo, do Direito Canônico Católico Romano e da Reforma Protestante".
A família assume uma estrutura característica. Por estrutura, entende-se, "uma forma de organização ou disposição de um número de componentes que se inter-relacionam de maneira específica e recorrente". Deste modo, a estrutura familiar compõe-se de um conjunto de indivíduos com condições e em posições, socialmente reconhecidas, e com uma interacção regular e recorrente, também ela socialmente aprovada. A família pode, então, assumir uma estrutura nuclear ou conjugal, que consiste em duas pessoas adultas (tradicionalmente uma mulher e um homem, mas não necessariamente) e nos seus filhos, biológicos ou adotados, habitando num ambiente familiar comum. A estrutura nuclear tem uma grande capacidade de adaptação, reformulando a sua constituição, quando necessário. Existem também famílias com uma estrutura de pais únicos ou monoparental, tratando-se de uma variação da estrutura nuclear tradicional devido a fenómenos sociais, como o divórcio, óbito, abandono de lar, ilegitimidade ou adopção de crianças por uma só pessoa.
A família ampliada, alargada ou extensa (também dita consanguínea) é uma estrutura mais ampla, que consiste na família nuclear, mais os parentes directos ou colaterais, existindo uma extensão das relações entre pais e filhos para avós, pais e netos, tios e sobrinhos. Para além destas estruturas, existem também as por vezes denominadas de famílias alternativas, estando entre estas as famílias comunitárias e as famílias arco-íris, constituídas por casais do mesmo sexo e os seus filhos. As famílias comunitárias, ao contrário dos sistemas familiares tradicionais, onde a total responsabilidade pela criação e educação das crianças se cinge aos pais e à escola, nestas famílias, o papel dos pais é descentralizado, sendo as crianças da responsabilidade de todos os membros adultos.
Em termos de padrões de comunicação dentro das famílias, há um certo conjunto de crenças dentro que refletem como seus membros devem se comunicar e interagir. Esses padrões de comunicação familiar surgem de dois conjuntos de crenças subjacentes. O primeiro deles é a orientação para a conversação, o grau em que a comunicação é valorizada, e o segundo é a orientação para a conformidade, o grau em que as famílias devem enfatizar semelhanças ou diferenças em relação a atitudes, crenças e valores.

### Família multigeracional

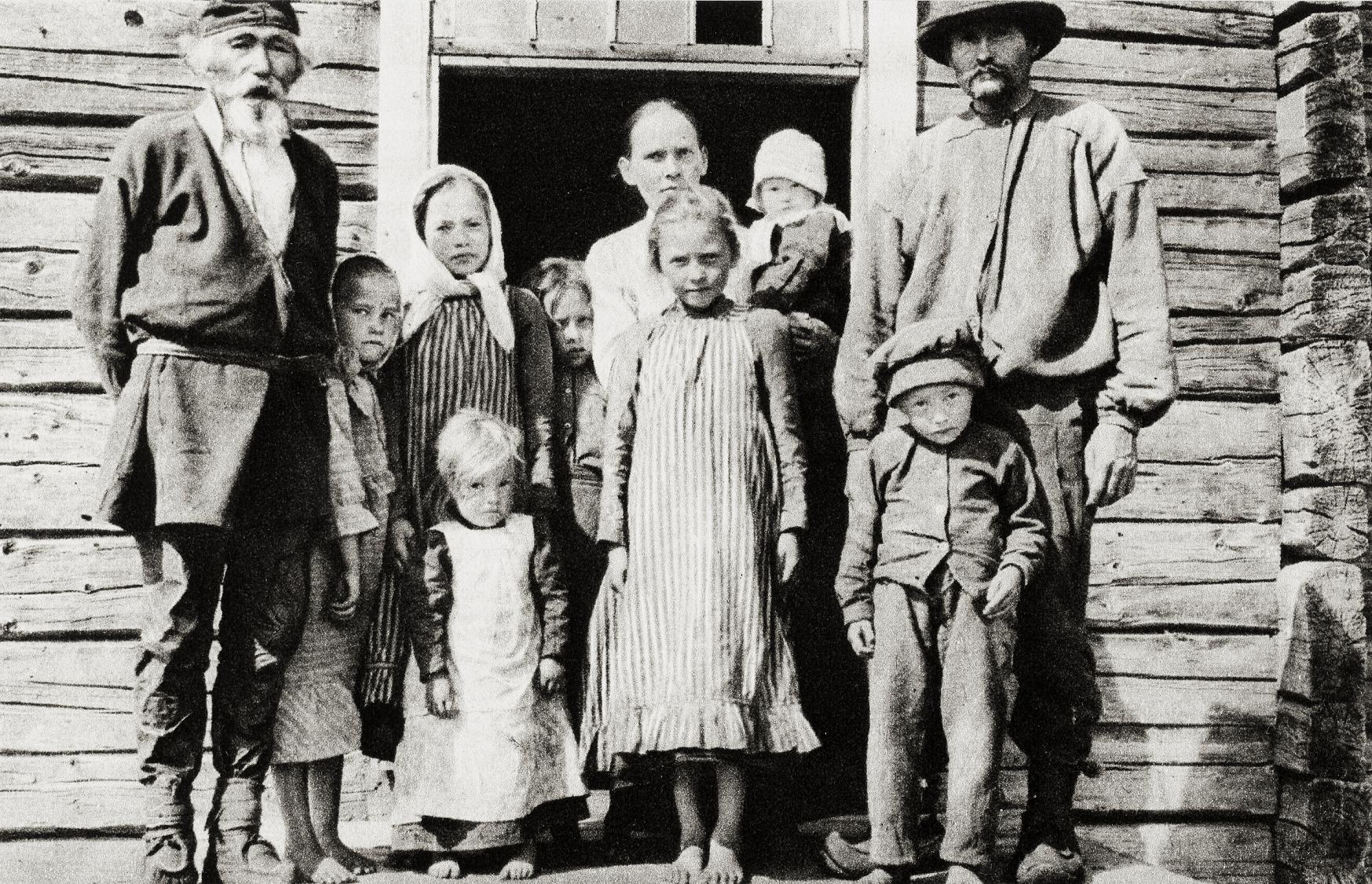
Família de agricultores Sami (Lapplander) em Stensele, Västerbotten, Suécia, início do século XX

Historicamente, o tipo de família mais comum é aquele em que avós, pais e filhos vivem juntos como uma única unidade. Por exemplo, a família pode incluir os proprietários de uma fazenda, um ou mais de seus filhos adultos, o cônjuge do filho adulto e os próprios filhos do filho adulto, que são os netos dos proprietários. Às vezes, famílias de gerações alternadas, como avós morando com seus netos, são incluídas nesse tipo.
Nos Estados Unidos, esse arranjo familiar entrou em declínio após a Segunda Guerra Mundial, atingindo seu ponto baixo em 1980, quando cerca de uma em cada oito pessoas nos Estados Unidos vivia em uma família multigeracional. Os números aumentaram desde então, com uma em cada cinco pessoas nos Estados Unidos vivendo em uma família multigeracional em 2016. O aumento desse tipo de conformação familiar é parcialmente derivado das mudanças demográficas e econômicas associadas à Geração Boomerang.
Em 2016, as famílias multigeracionais abarcavam 6% das pessoas que viviam no Canadá. Contudo a proporção de famílias multigeracionais está aumentando rapidamente, impulsionada pelo crescimento no número de famílias aborígenes, famílias de imigrantes e elevados custos habitacionais em algumas regiões.

### Família conjugal (nuclear)
O termo "família nuclear" é comumente usado, especialmente nos Estados Unidos da América, para se referir a famílias conjugais. Uma família "conjugal " inclui apenas os cônjuges e filhos solteiros que não sejam maiores de idade. Alguns sociólogos, como John Scott e Gary Lee, separam as famílias conjugais, consideradas relativamente independentes da parentela dos pais e de outras famílias em geral, das famílias nucleares, aquelas que mantêm laços relativamente próximos com sua parentela.
Na sociologia, particularmente nas obras do psicólogo social Michael Lamb, a família tradicional se refere a "uma família de classe média com um pai que ganha o sustento e uma mãe que fica em casa, casados um com o outro e criando seus filhos biológicos", e a não tradicional para todas as exceções a esta regra. A maioria das famílias norte-americanas do século XXI não é tradicional segundo esta definição. Os críticos ao termo "família tradicional" apontam que na maioria das culturas e na maioria das vezes, o modelo de família extensa tem sido o mais comum, não o de família nuclear. A família nuclear era a forma mais comum nos Estados Unidos nas décadas de 1960 e 1970.

### Família monoparental

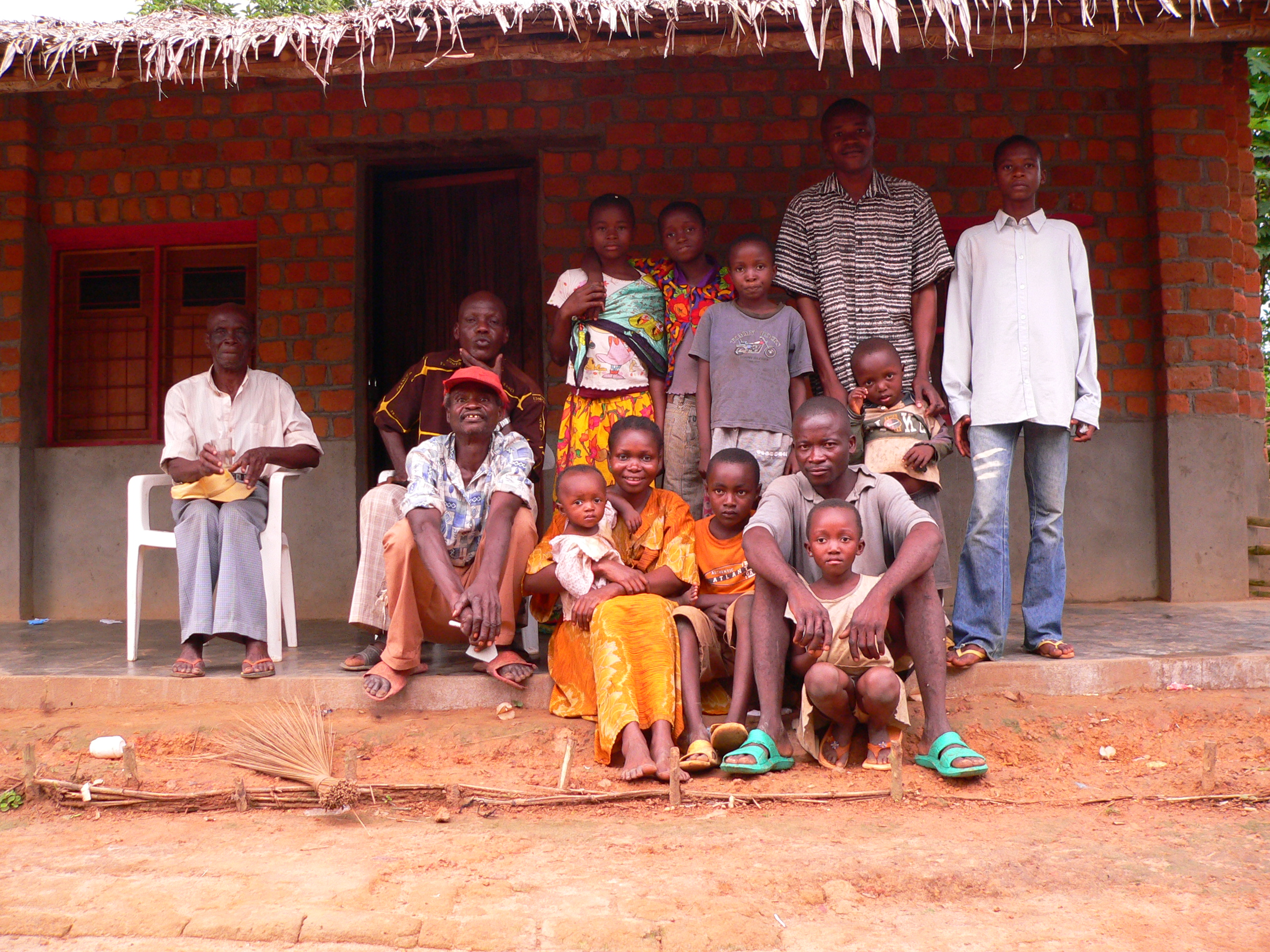
Uma família de Basankusu, República Democrática do Congo.

Uma família monoparental consiste em um dos pais junto com seus filhos, sendo que o progenitor é viúvo, divorciado (e não se casou novamente) ou nunca se casou. Os pais podem ter a guarda unilateral exclusiva dos filhos, ou os pais separados podem ter a guarda compartilhada ou alternada, onde os filhos dividem seu tempo entre duas famílias monoparentais diferentes ou entre uma família monoparental e uma família mista . Em comparação com a guarda exclusiva, o bem-estar físico, mental e social das crianças pode ser melhorado por arranjos de parentalidade compartilhada, pois as crianças têm maior acesso a ambos os pais. O número de famílias monoparentais tem crescido, e cerca de metade de todas as crianças nos Estados Unidos viverão em famílias monoparentais em algum momento antes de atingirem a idade de 18 anos. A maioria das famílias monoparentais são chefiadas pela mãe, mas o número de famílias monoparentais chefiadas por pais tem aumentando.

### Família matrifocal
Uma família "matrifocal" consiste em uma mãe e seus filhos. Geralmente, essas crianças são seus descendentes biológicos, embora a adoção de crianças seja uma prática em quase todas as sociedades. Esse tipo de família ocorre comumente onde as mulheres têm os recursos para criar seus filhos sozinhas ou onde os homens têm mais mobilidade do que as mulheres. Por definição, “uma família ou grupo doméstico é matrifocal quando está centrado em uma mulher e seus filhos. Nesse caso, os pais dessas crianças estão intermitentemente presentes na vida do grupo e ocupam um lugar secundário", sendo quer a mãe não é necessariamente a sua esposa.

### Família de escolha
O termo família de escolha, também às vezes referido como "família escolhida" ou "família encontrada", é comum na comunidade LGBT, veteranos, indivíduos que sofreram abuso e aqueles que não têm contato com "pais" biológicos. Refere-se ao grupo de pessoas na vida de um indivíduo que satisfaz o papel típico da família como rede de apoio. O termo busca diferenciar a "família de origem, a biológica ou na qual as pessoas são criadas, daquela que assume ativamente esse papel. A família de escolha pode ou não incluir alguns ou todos os membros da família de origem. Essa terminologia decorre do fato de que muitos indivíduos LGBT, ao se assumirem, enfrentam rejeição ou vergonha das famílias em que foram criados.

Como um sistema familiar, as famílias de escolha enfrentam problemas específicos. Sem salvaguardas legais, elas podem ter dificuldades de reconhecimento de sua legitimidade por instituições de saúde, educacionais ou governamentais. Se os membros da família de escolha tiverem sido renegados por sua família de origem, eles podem experimentar uma dor substituta, deslocando a raiva, a perda ou o apego ansioso para sua nova família.

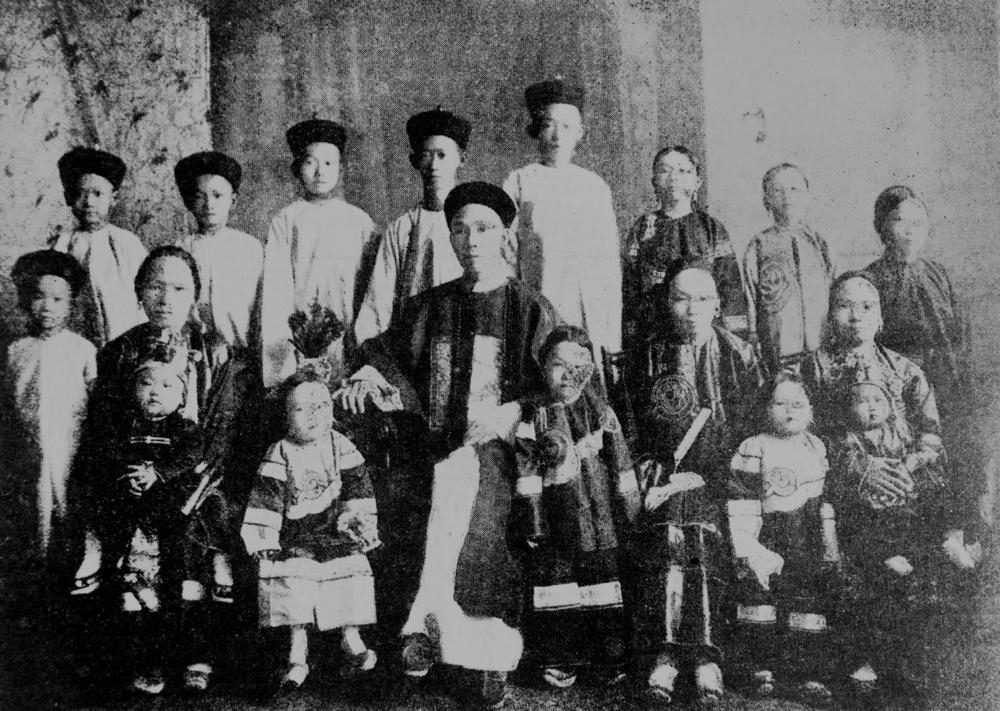
Imigrante chinês com suas três esposas e quatorze filhos, Cairns, Austrália, 1904

### Família pluriparental
O termo família pluriparental ou família mosaico descreve famílias com pais mistos, onde um ou ambos os pais se casaram novamente, trazendo os filhos da antiga família para a nova família.

### Família monogâmica
Uma família monogâmica é baseada em uma monogamia legal ou social. Nesse caso, um indivíduo tem apenas um parceiro oficial, não podendo ter vários cônjuges ao mesmo tempo.

### Família polígama
A poligamia é um casamento que inclui mais de dois parceiros. Quando um homem é casado com mais de uma esposa ao mesmo tempo, o relacionamento é denominado poliginia; enquanto que quando uma mulher é casada com mais de um marido ao mesmo tempo, isso é chamado de poliandria. Se um casamento inclui vários maridos e esposas, pode ser chamado de poliamor.
A poliandria fraterna, em que dois ou mais irmãos são casados com a mesma mulher, é uma forma comum de poliandria. A poliandria era tradicionalmente praticada em áreas das montanhas do Himalaia, entre os tibetanos no Nepal, em partes da China e em partes do norte da Índia. A poliandria é mais comum em sociedades marcadas por alta mortalidade masculina ou onde os homens frequentemente ficam separados do resto da família por um período de tempo considerável.

## Relações interfamiliares

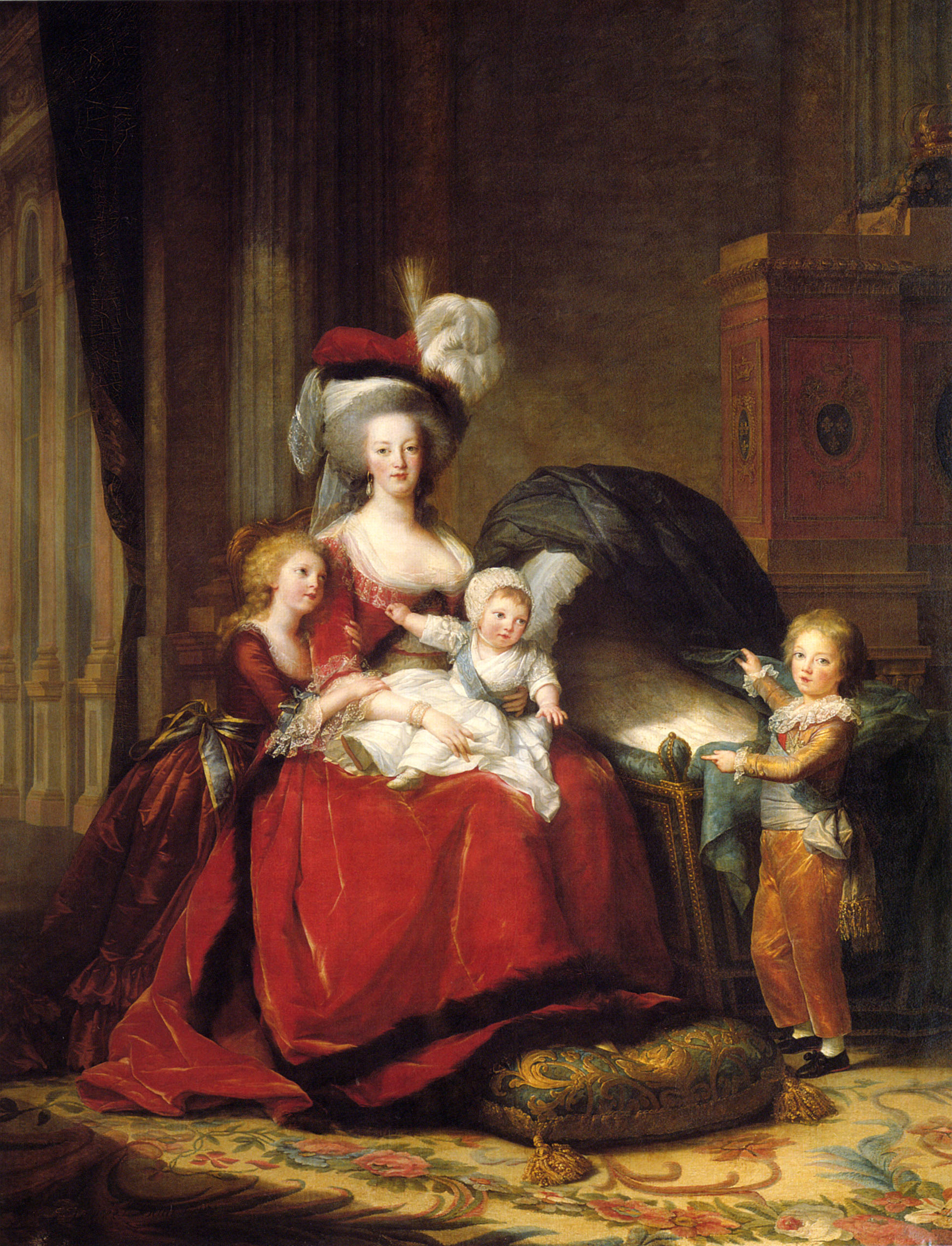
A família de Maria Antonieta
Por Élisabeth Vigée-Le Brun, 1788

Quanto ao tipo de relações pessoais que se apresentam numa família, LÉVI-STRAUSS (citado por PINHEIRO, 1999), refere três tipos de relação. São elas, a de aliança (casal), a de filiação (pais e filhos) e a de consanguinidade (irmãos). É nesta relação de parentesco, de pessoas que se vinculam pelo casamento ou por uniões sexuais, que se geram os filhos. Segundo ATKINSON e MURRAY, a família é um sistema social uno, composto por um grupo de indivíduos, cada um com um papel atribuído, e embora diferenciados, consubstanciam o funcionamento do sistema como um todo. O conceito de família, ao ser abordado, evoca obrigatoriamente, os conceitos de papéis e funções, como se têm vindo a verificar. Em todas as famílias, independentemente da sociedade, cada membro ocupa determinada posição ou tem determinado estatuto, como por exemplo, marido, mulher, filho ou irmão, sendo orientados por papéis. Papéis estes, que não são mais do que, "as expectativas de comportamento, de obrigações e de direitos que estão associados a uma dada posição na família ou no grupo social".
Assim sendo, e começando pelos adultos na família, os seus papéis variam muito, tendo NYE considerado como característicos os seguintes: a "socialização da criança", relacionado com as actividades contribuintes para o desenvolvimento das capacidades mentais e sociais da criança; os "cuidados às crianças", tanto físicos como emocionais, perspectivando o seu desenvolvimento saudável; o "papel de suporte familiar", que inclui a produção e/ ou obtenção de bens e serviços necessários à família; o "papel de encarregados dos assuntos domésticos", onde estão incluídos os serviços domésticos, que visam o prazer e o conforto dos membros da família; o "papel de manutenção das relações familiares", relacionado com a manutenção do contacto com parentes e implicando a ajuda em situações de crise; os "papéis sexuais", relacionado com as relações sexuais entre ambos os parceiros; o "papel terapêutico", que implica a ajuda e apoio emocional aquando dos problemas familiares; o "papel recreativo", relacionado com o proporcionar divertimentos à família, visando o relaxamento e desenvolvimento pessoal.
Relativamente aos papéis dos irmãos, estes são promotores e receptores, em simultâneo, do processo de socialização na família, ajudando a estabelecer e manter as normas, promovendo o desenvolvimento da cultura familiar. "Contribuem para a formação da identidade uns dos outros servindo de defensores e protectores, interpretando o mundo exterior, ensinando os outros sobre equidade, formando alianças, discutindo, negociando e ajustando mutuamente os comportamentos uns dos outros". Há a salientar, relativamente aos papéis atribuídos que, será ideal que exista alguma flexibilidade, assim como, a possibilidade de troca ocasional desses mesmos papéis, aquando, por exemplo, um dos membros não possa desempenhar o seu (SOARES, 2003).

## Tipos de parentesco

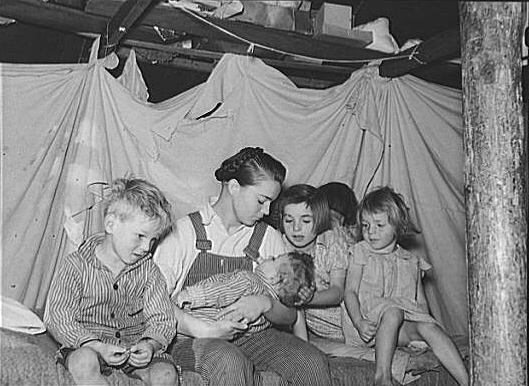
Irmãos menonitas, Montana, Estados Unidos, 1937

A identificação da descendência em patrilinear, matrilinear, patrilinear ou dupla é uma questão das mais polêmicas na antropologia.

### Patrilinear
A patrilinearidade, também conhecida como linha masculina ou parentesco agnático, é um sistema de parentesco no qual a afiliação familiar de um indivíduo deriva e é rastreada através da linhagem de seu pai.

### Matrilinear
Muitas das sociedades africanas serviram de referência clássica para a elaboração da noção de descendência matrilinear, assim como os iroqueses norte-americanos.

### Dupla
A descendência bilateral é um sistema de parentesco em que a afiliação familiar de um indivíduo deriva e é rastreada pelos lados paterno e materno. Os parentes por parte da mãe e do lado do pai são igualmente importantes para os laços emocionais ou para a transferência de propriedade ou riqueza. É um arranjo familiar em que a descendência e a herança são transmitidas igualmente por ambos os pais. As famílias que usam esse sistema traçam a descendência por meio de ambos os pais simultaneamente e reconhecem vários ancestrais, mas, ao contrário da descendência cognática, não é usado para formar grupos de descendência.
Tradicionalmente, essa forma de descendência é encontrada em alguns grupos na África Ocidental, Índia, Austrália, Indonésia, Melanésia, Malásia e Polinésia . Os antropólogos acreditam que uma estrutura tribal baseada na descendência bilateral ajuda os membros a viver em ambientes extremos porque permite que os indivíduos dependam de dois conjuntos de famílias dispersas por uma vasta área.

## Violência doméstica
A violência doméstica é a violência que ocorre dentro da família. A compreensão jurídica e social desse conceito possuí variação em diferentes culturas e dependendo do contexto em que é usado. Em 1993, a Declaração das Nações Unidas sobre a Eliminação da Violência contra as Mulheres identificou a violência doméstica como podendo ser física, sexual e psicológica.

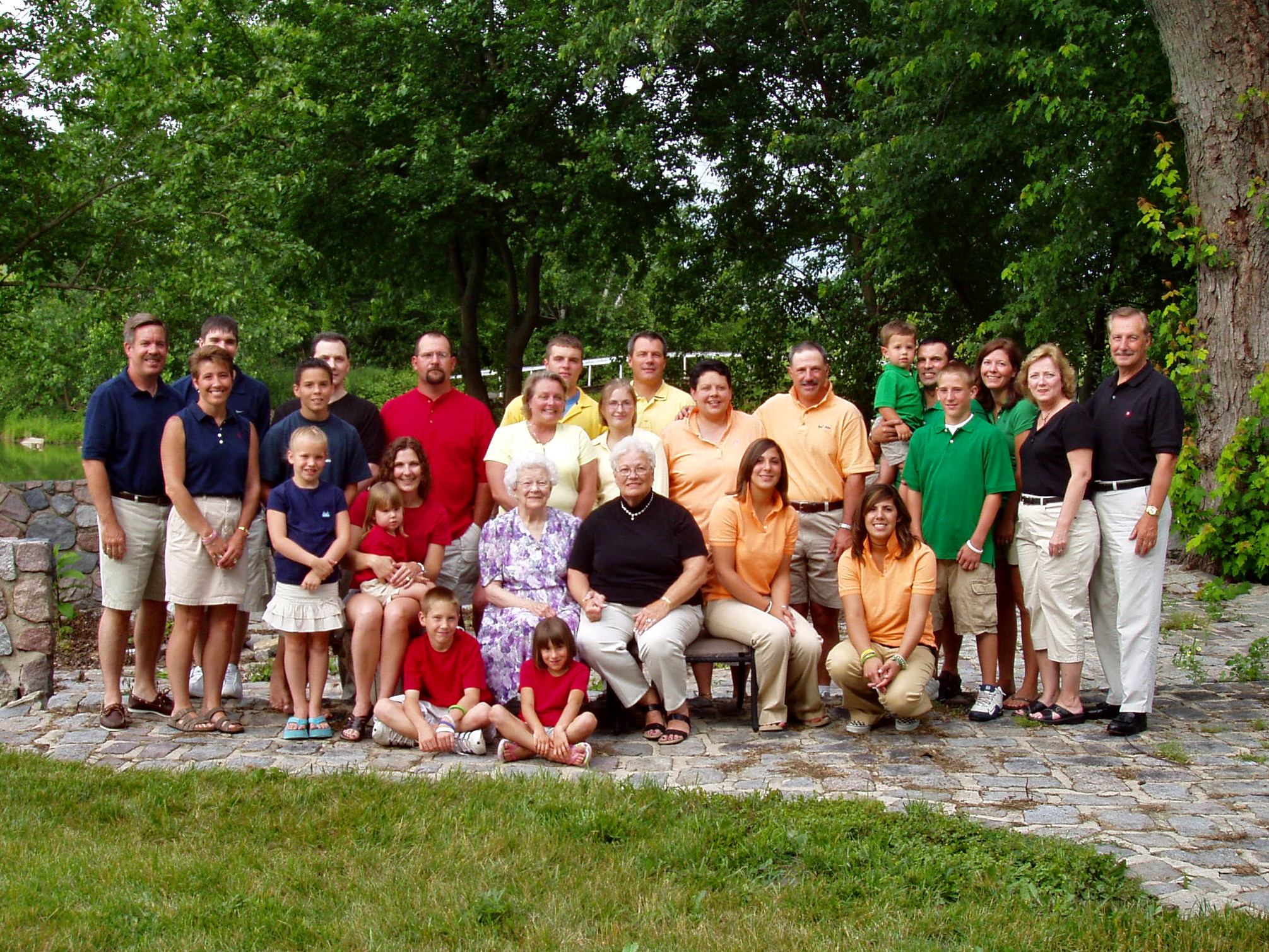
Família de americanos brancos em Indiana, Estados Unidos.

### Violência familiar
A violência familiar é uma definição guarda-chuva, frequentemente usada para referir-se ao abuso infantil, abuso de idosos e a outros atos violentos entre membros da família.

#### Abuso infantil
O abuso infantil é definido pela OMS como "todas as formas de maus-tratos físicos e emocionais, abuso sexual, negligência e exploração que resultem em dano real ou potencial à saúde, ao desenvolvimento ou à dignidade da criança". Nesse sentido os maus tratos podem ser divididos em cinco grandes categorias: "abuso físico; abuso sexual; negligência e tratamento negligente; abuso emocional; e exploração". Em alguns países, existe legislação específica para prevenir e punir a ocorrência desses crimes, inclusive a que estabelece que a atividade sexual familiar é crime, punindo qualquer tipo de relação sexual entre avós, pais, irmãos, tia ou tio.
Nos Estados Unidos, os Centros de Controle e Prevenção de Doenças e o Departamento para Crianças e Famílias definem maus-tratos infantis como qualquer ato ou série de atos de comissão ou omissão por um dos pais ou outro responsável que resulte em dano, potencial de dano ou ameaça de dano a uma criança.

#### Abuso parental
O abuso de pais por seus filhos é comum, mas pouco relatado e pouco pesquisado. Os pais estão frequentemente sujeitos a níveis de agressão na infância de seus filhos que excedem as explosões agressivas normais da infância, geralmente na forma de abuso verbal ou físico. Os pais sentem vergonha e humilhação por terem esse problema, então raramente procuram ajuda e geralmente há pouca ou nenhuma ajuda disponível .

#### Abuso de idosos
Abuso de idosos é, de acordo com a OMS: “um ato único, ou ato repetido, ou falta de ação apropriada, ocorrido em qualquer relacionamento em que haja uma expectativa de confiança que cause dano ou angústia ao idoso”.

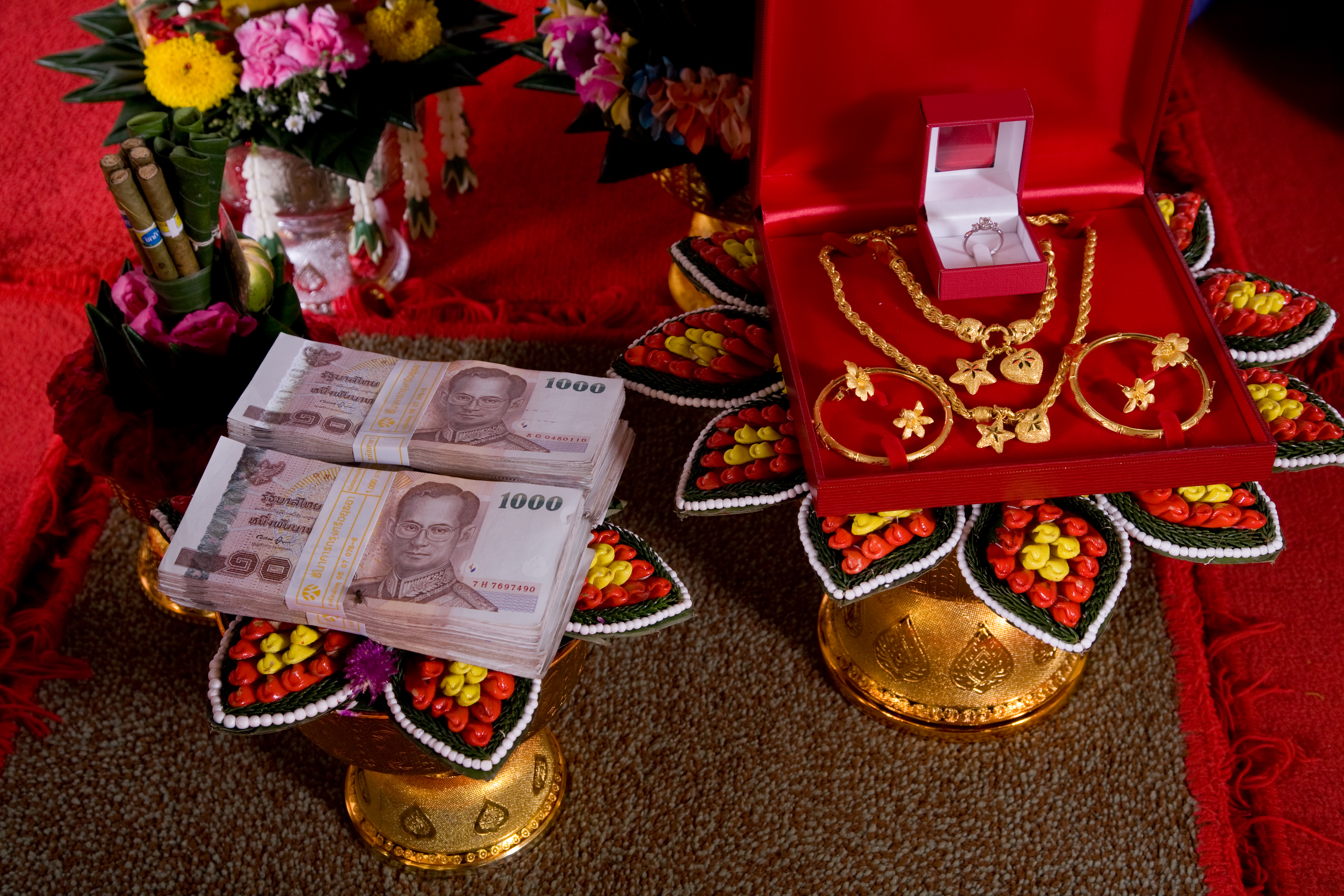
Uma apresentação tradicional e formal do preço da noiva em uma cerimônia de noivado tailandesa.

### Casamento forçado e infantil
Os casamentos forçados e infantis são praticados em certas regiões do mundo, particularmente na Ásia e na África. Esses tipos de casamentos estão associados a um alto índice de violência doméstica.
Um casamento forçado é um casamento em que um ou ambos os participantes são casados sem o consentimento dado livremente. A linha entre o casamento forçado e o casamento consensual pode ser tênue, porque as normas sociais de muitas culturas ditam que nunca se deve se opor ao desejo de seus pais ou parentes quanto à escolha de um cônjuge. Em tais culturas não ocorre, portanto, violência, ameaças, intimidação ou qualquer outro tipo de abuso, a pessoa simplesmente "consente" com o casamento, mesmo que não o queira, por pressão e dever sociais implícitos. Os costumes do preço da noiva e do dote, que existem em partes do mundo, podem levar à compra e venda de pessoas para o casamento.
O casamento infantil ocorre quando um ou ambos os cônjuges são menores de 18 anos. O casamento infantil foi comum ao longo da história, mas no século XXI é condenado por organizações internacionais de direitos humanos. Os casamentos infantis são frequentemente arranjados entre as famílias dos futuros noivos, às vezes assim que a menina nasce.

## Leis e direitos

Mapa dos países por taxa de fecundidade (2020), de acordo com o Population Reference Bureau

### Direitos reprodutivos
Os direitos reprodutivos são direitos legais relacionados à reprodução e à saúde reprodutiva . Isso inclui o direito de decidir sobre questões relacionadas ao número de filhos nascidos, planejamento familiar, contracepção e vida privada, livre de coerção e discriminação; bem como o direito de acesso aos serviços de saúde e à informação adequada. De acordo com o Fundo de População das Nações Unidas, os direitos reprodutivos “incluem o direito de decidir o número, época e espaçamento dos filhos, o direito de casar voluntariamente e constituir família e o direito ao mais alto padrão de saúde possível, entre outros”. O planejamento familiar refere-se aos fatores que podem ser considerados pelos indivíduos e casais para que possam controlar sua fecundidade, antecipar e atingir o número desejado de filhos e o espaçamento e momento de seus nascimentos.
O Estado e a igreja estiveram, e ainda estão em alguns países, envolvidos no controle do tamanho das famílias muitas vezes usando métodos coercitivos, como proibições de contracepção ou aborto. Quando a política é natalista, por exemplo, eles podem atuar por meio de impostos sobre ausência de filhos ou, inversamente, através de políticas discriminatórias contra famílias numerosas ou mesmo abortos forçados, como por exemplo, a política do filho único na China em vigor de 1978 a 2015. A esterilização forçada frequentemente tem como alvo grupos de minorias étnicas, como mulheres ciganas na Europa Oriental, ou mulheres indígenas no Peru, principalmente durante a década de 1990.

### Os direitos das crianças
Os direitos das crianças são os direitos humanos dos menores de idade, com particular atenção aos direitos de proteção e cuidados especiais. Incluem o seu direito de associação com ambos os pais, o seu direito à identidade humana, o seu direito a serem providos em relação às suas outras necessidades, e seu direito de estar livre de violência e abuso.

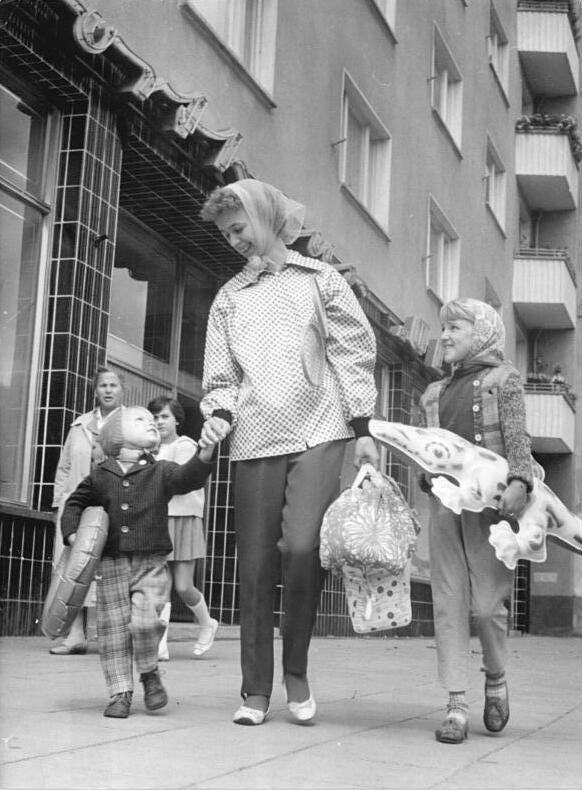
Uma mãe alemã com seus filhos na década de 1960

### Reformas jurídicas
As reformas jurídicas nas leis da família ocorreram em muitos países nas últimas décadas. Tratavam principalmente da igualdade de gênero no casamento e das leis de divórcio . As mulheres têm direitos iguais no casamento em muitos países, revertendo as leis familiares mais antigas baseadas no papel legal dominante do marido. A coverture, consagrada na direito comum da Inglaterra e dos Estados Unidos por vários séculos e durante a maior parte do século XIX, foi abolida. Em alguns países europeus, as mudanças que levam à igualdade de gênero foram mais lentas. O período de 1975–1979 experimentou uma grande revisão das leis do direito de família em países como Itália, Espanha, Áustria, Alemanha Ocidental, e Portugal. Em 1978, o Conselho da Europa aprovou a Resolução (78) 37 sobre a igualdade dos cônjuges no direito civil.
A Suíça está entre os últimos países europeus a estabelecer a plena igualdade de gênero no casamento. Em 1985, um referendo garantiu a igualdade legal das mulheres com os homens dentro do casamento. As novas reformas entraram em vigor em janeiro de 1988. Na Grécia, em 1983, foi aprovada legislação garantindo a igualdade entre os cônjuges, abolindo o dote e acabando com a discriminação legal contra filhos ilegítimos. Em 1981, a Espanha aboliu a exigência de que as mulheres casadas tivessem permissão de seus maridos para iniciar processos judiciais na Holanda e na França na década de 1980. Nas últimas décadas, o poder conjugal também foi abolido em países africanos que tinham esse costume, mas muitos países africanos que eram ex-colônias francesas ainda possuem leis discriminatórias em seus regulamentos de casamento, originados do Código Napoleônico que inspirou essas leis.

## Saúde

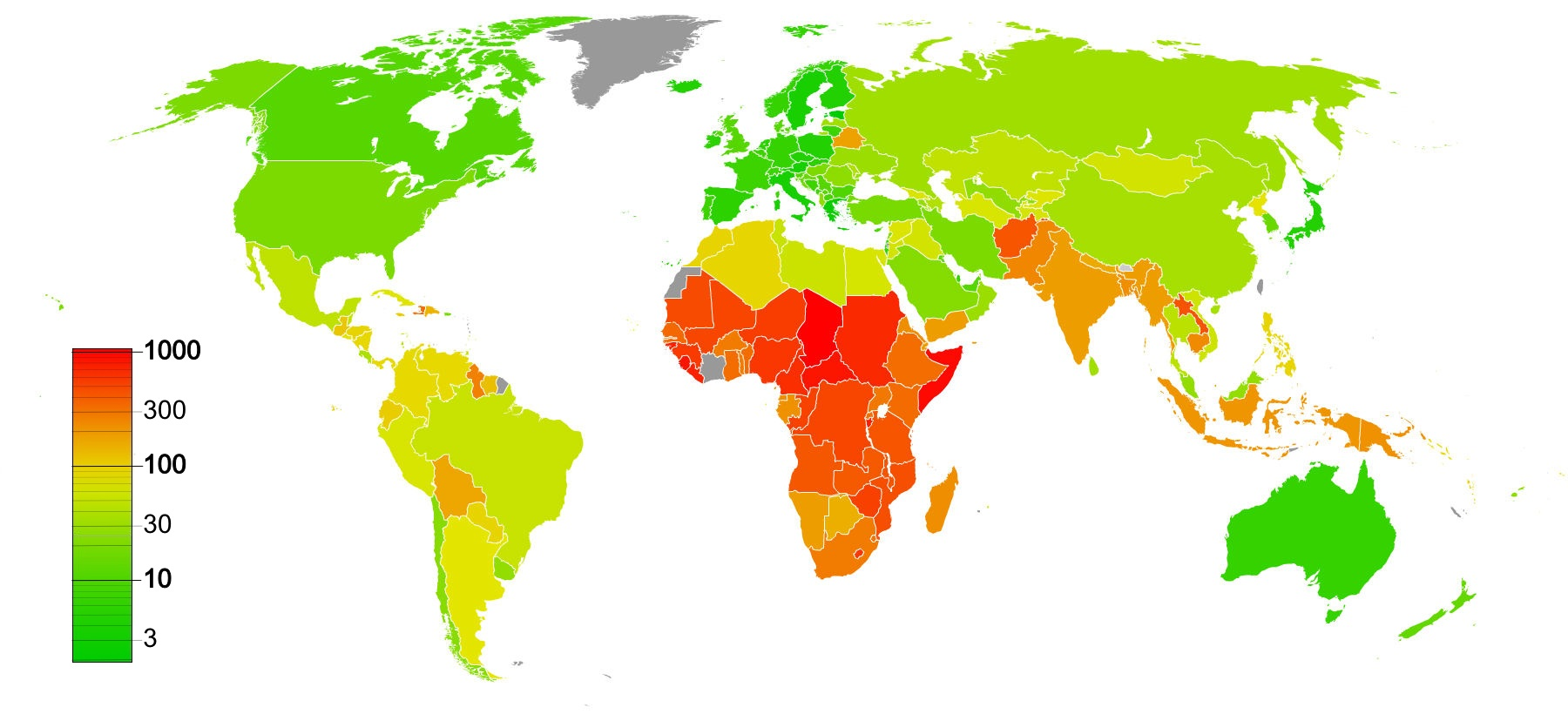
Taxa de mortalidade materna global por 100.000 nascidos vivos, (2010)

### Medicina da família
A medicina da família é uma especialidade médica dedicada à assistência integral à saúde para pessoas de todas as idades. Ela baseia-se no conhecimento do paciente no contexto da família e da comunidade, com ênfase na prevenção de doenças e promoção da saúde. A importância da medicina familiar está sendo cada vez mais reconhecida.
Mortalidade materna
A mortalidade materna é definida pela OMS como "a morte de uma mulher durante a gravidez ou no prazo de 42 dias após a interrupção da gravidez, independentemente da duração e local da gravidez, por qualquer causa relacionada ou agravada pela gravidez ou seu tratamento mas não por causas acidentais ou incidentais". Historicamente, a mortalidade materna é uma das principais causas de morte de mulheres. Os avanços na área da saúde no século XXI resultaram na queda dramática das taxas de mortalidade materna, especialmente nos países ocidentais. A mortalidade materna, entretanto, continua sendo um problema sério em muitos locais da África e da Ásia.

Taxas mundiais de mortalidade infantil em 2012

### Mortalidade infantil e na infância
A mortalidade infantil é a morte de uma criança com menos de um ano de idade. A mortalidade na infância é a morte de uma criança antes de seu quinto aniversário. Como a mortalidade materna, esses óbitos foram comuns ao longo da história, mas diminuíram significativamente nos tempos modernos.

## Políticas familiares
Enquanto em muitas partes do mundo as políticas familiares procuram promover uma organização da vida familiar com igualdade de gênero, em outras a família dominada pelos homens continua a ser a política oficial das autoridades, que também é amparada por lei. Por exemplo, o Código Civil do Irã afirma no Artigo 1105 que "nas relações entre marido e mulher; a posição de chefe da família é direito exclusivo do marido".
Em algumas partes do mundo, há a promoção por parte do governo local de uma forma específica de família, como aquela baseada nos valores familiares tradicionais. O termo "valores familiares" é frequentemente usado no discurso político em alguns países, sendo seu significado geral o de valores tradicionais ou culturais que dizem respeito à estrutura, função, papéis, crenças, atitudes e ideais da família, geralmente envolvendo a "família tradicional "—uma família de classe média com pai provedor e mãe dona de casa, criando seus filhos biológicos. Qualquer desvio deste modelo de família é considerado uma "família não tradicional".

## Equilíbrio trabalho-família

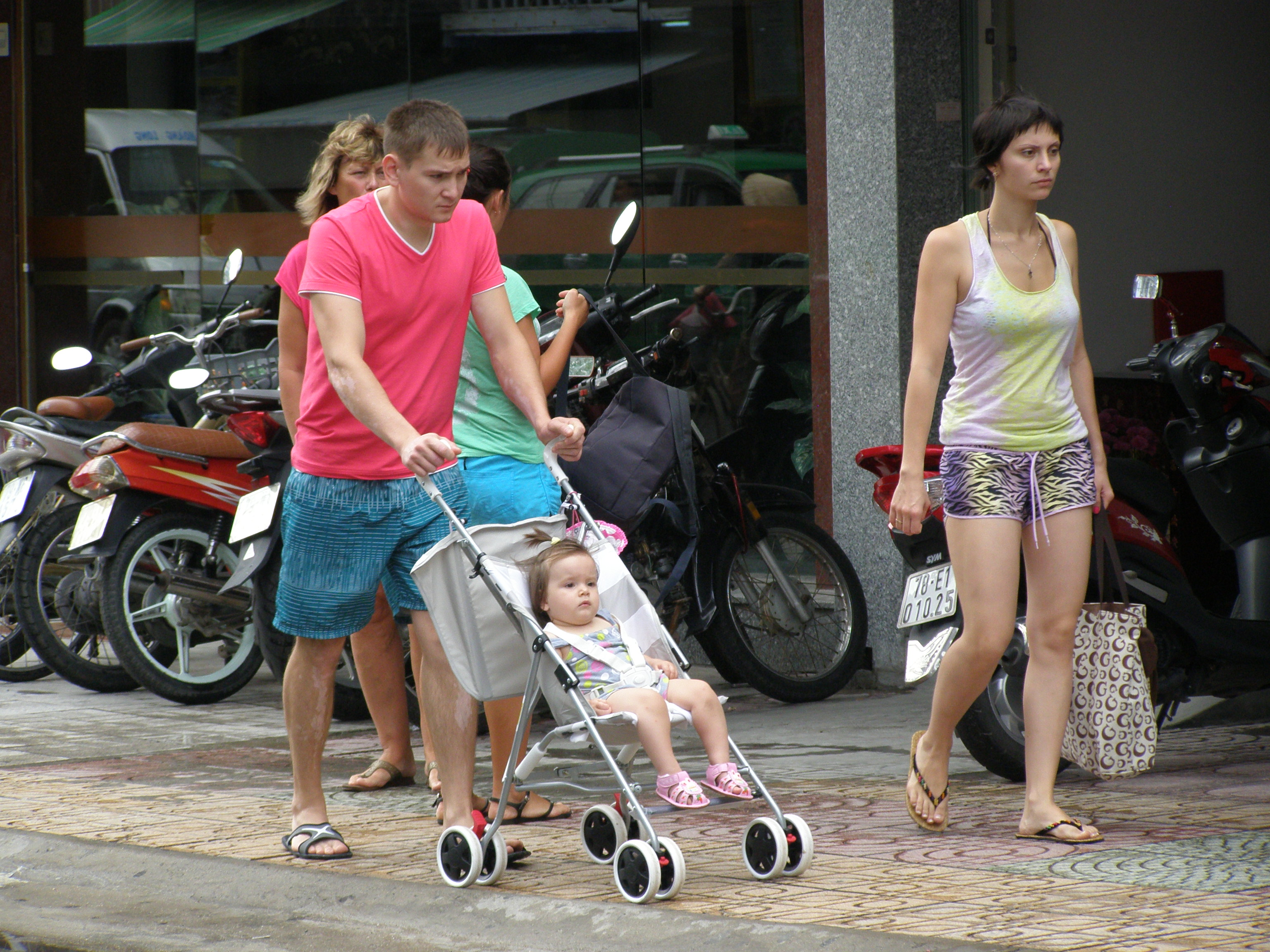
Pais com seus filhos, 2013.

O conceito de equilíbrio trabalho-família envolve a priorização adequada entre trabalho/carreira e a vida familiar. Inclui questões relacionadas à maneira como o trabalho e as famílias se cruzam e se influenciam. No nível político, isso se reflete em políticas como a licença-maternidade e a licença-paternidade. Desde a década de 1950, cientistas sociais, bem como feministas, têm criticado cada vez mais os arranjos de gênero do trabalho e cuidado e o papel masculino de ganha-pão. Por outro lado, as políticas públicas estão cada vez mais olhando para os homens como pais, como uma ferramenta para mudar as relações de gênero.

### Proteção da vida privada e familiar
O artigo 8º da Convenção Europeia dos Direitos Humanos prevê o direito ao respeito pela vida privada e familiar, pelo lar e pela correspondência privada. Esses direitos, contudo, estão sujeito a certas restrições que são “de acordo com a lei” e “ necessárias numa sociedade democrática”.

## Críticas
Alguns cientistas sociais defenderam o fim da família. Um dos primeiros oponentes da família foi Sócrates, cuja posição foi delineada por Platão em A República. No livro 5 deste livro, Sócrates diz aos seus interlocutores que uma cidade justa é aquela em que os cidadãos não têm laços familiares.
A filósofa russo-americana Ayn Rand comparou a parcialidade em relação à consanguinidade com o racismo, como uma manifestação em pequena escala deste último. Ela argumentou que “o culto à família é meramente racismo, como uma primeira parte primitiva e grosseira do culto à tribo. Coloca o acidente de nascimento acima dos valores e deveres do homem para com a tribo, acima do direito do homem à sua própria vida". Além disso, Randy falou a favor de um estilo de vida sem filhos, o mesmo adotado por ela.

O ocultista britânico Aleister Crowley censurou a instituição da família em suas obras, dizendo: “Palavra horrível, família! Sua própria etimologia o acusa de servilismo e estagnação". Palavra que deriva do "latim, famulus, um servo".

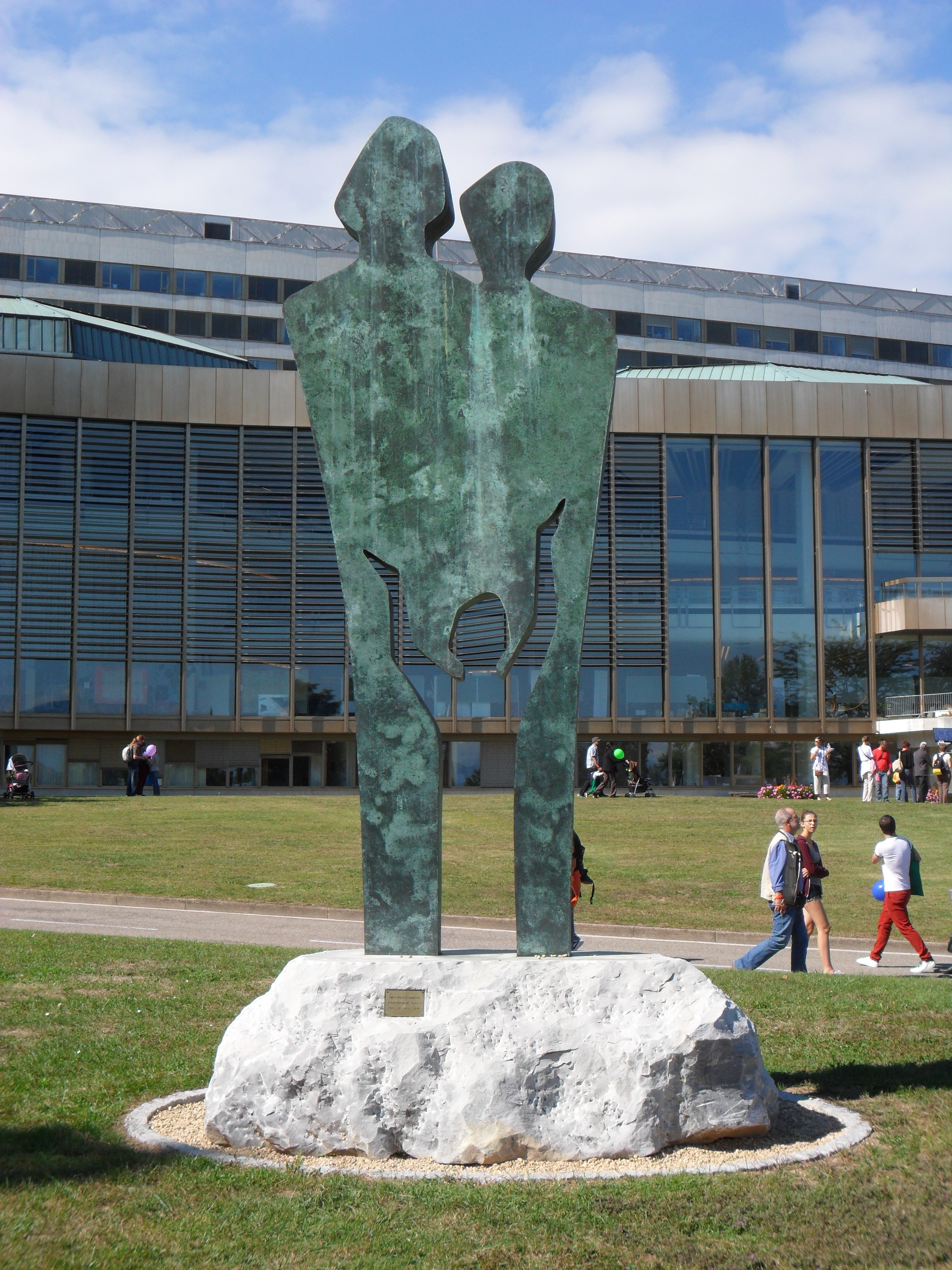
Family, escultura de Edwina Sandys colocada no jardim do Palácio das Nações, em Genebra, na Suíça, para comemorar o Ano Internacional da Criança.

### A família e a justiça social
Uma das controvérsias em relação à família é a aplicação do conceito de justiça social à esfera privada das relações familiares, em particular no que se refere aos direitos da mulher e da criança . Ao longo de grande parte da história, a maioria dos filósofos que defenderam a justiça social enfocou a arena política pública, não as estruturas familiares; com a família muitas vezes sendo vista como uma entidade separada que precisava ser protegida da intrusão do estado externo. Uma exceção notável foi John Stuart Mill, que, em sua obra The Subjection of Women, defendeu maiores direitos para as mulheres no casamento e na família. As feministas da segunda onda argumentaram que âmbito pessoal é político, afirmando que existem fortes conexões entre as experiências pessoais e as estruturas sociais e políticas mais amplas. No contexto do movimento feminista das décadas de 1960 e 1970, esse foi um desafio à família nuclear e aos valores familiares, como eram então entendidos. Feministas se concentraram na violência doméstica, argumentando que a relutância — na lei ou na prática — do Estado em intervir e oferecer proteção às mulheres que sofreram abusos dentro da família é uma violação dos direitos humanos das mulheres e é o resultado de uma ideologia que coloca as relações familiares fora do quadro conceitual dos direitos humanos.

### Honra familiar
O conceito abstrato de honra familiar envolve a qualidade percebida de merecimento e respeitabilidade que afeta a posição social e a autoavaliação de um grupo de pessoas relacionadas, tanto coletivamente quanto individualmente. A família é vista como a principal fonte de honra e a comunidade valoriza muito a relação entre honra e família. A conduta dos membros da família reflete na honra da família e na maneira como a família se percebe e é percebida pelos outros. Nesse tipo de cultura, manter a honra da família é frequentemente percebido como mais importante do que a liberdade ou conquistas individuais. Em casos extremos, o envolvimento em atos considerados prejudiciais à honra da família resulta em crimes de honra, homicídio de um membro de uma família ou grupo social por outros membros, devido à crença dos perpetradores de que a vítima trouxe vergonha ou desonra para a família ou comunidade. Geralmente esse tipo de crime acontece por motivos como a recusa em participar de um casamento arranjado, ter uma relação que é reprovada por seus parentes, ter relações sexuais fora do casamento, ser vítima de estupro, vestir-se de maneira considerada inadequada ou ter relações homossexuais.